# Groupe ADF
Groupe ADF (ancienne dénomination : Ateliers de Fos) est une société française d'ingénierie fondée en 1962 à Fos-sur-Mer.

## Histoire
Groupe ADF a été créé en 1962. La société portait à l'origine le nom « Ateliers de Fos ».
En 2001, le groupe intègre Cofathech, métier services de GDF, spécialiste de solutions énergétiques et du facility management, qui a ensuite fusionné en 2007 avec Suez.
En 2002 la société Tarlin, acteur majeur du nucléaire dans le nord de la France, rejoint le groupe.
Marc Eliayan devient le PDG du groupe en 2005.
En 2007, ADF et ses 1 800 salariés sortent de Cofathec et de GDF afin de poursuivre de façon autonome leur projet de développement.
En 2010 le groupe ADF s'implante au Benelux en rachetant la société T.I.B (tuyauteries industrielles). Ce rachat permettra au groupe d'étendre son offre commerciale en Belgique et aux pays limitrophes notamment auprès de ses clients historiques.
80 collaborateurs rejoignent le groupe ADF en 2015 à la suite de l'acquisition de SGSI, lui permettant de disposer d'une base opérationnelle dans le golfe de Guinée. La même année le groupe rachète Polymont, lui permettant de renforcer sa présence sur le secteur de la maintenance dans l'Ouest et en Île-de-France.
ADF acquiert Latécoère Services et G2Metric en 2016. En 2017 Latécoère Services est rebaptisé Latesys,.

### Inauguration de l’usine ADF Morocco
L’Usine FAB1 d’ADF Morocco a été inaugurée le 3 octobre 2018.
De nombreuses personnalités et industriels du Secteur aéronautique au Maroc ont assisté à l’événement qui marque l’avènement d’un outilleur dans l’écosystème du MIDPARK, situé sur la zone aéroportuaire de Nouasser, Casablanca.
L’ouverture de cette usine a déjà créé 40 emplois et le groupe prévoit un doublement des effectifs d’ici 2020. Cette étape confirme la volonté d’expansion internationale de Groupe ADF et de se positionner comme un des leader de l’outillage aéronautique.

### Inauguration de la chaudronnerie à haute valeur ajoutée sur le site d’ADF La Feuillane
Deux ans après la pose de la première pierre, Groupe ADF a inauguré en novembre 2018 sa nouvelle unité de chaudronnerie à haute valeur ajoutée sur le site d’ADF La Feuillane à Fos-sur-Mer. En créant cette nouvelle unité de fabrication, le groupe redimensionne sa capacité de production d’éléments chaudronnés présentant des atouts techniques adaptés aux marchés les plus exigeants. Ces équipements de dernière génération, sont appelés à échanger des données entre eux et intégreront en 2019 une couche numérique leur permettant une production dans la veine de l’industrie 4.0.
Avec cette nouvelle unité, Groupe ADF est désormais capable de réaliser au meilleur prix des équipements complexes qui nécessitent des modes opératoires particuliers, des contrôles exigeants et une gestion documentaire de haut niveau. Sur près de 2 000 m2, ADF La Feuillane s’apprête à exploiter des équipements de dernière génération pour produire des appareils chaudronnés,,.

### Lancement de la filiale japonaise Latesys KK
Groupe ADF a annoncé le lancement officiel de sa filiale japonaise Latesys KK en décembre 2018. Situé à Nagoya (名古屋市). Latesys KK renforcera la coopération fructueuse entre Groupe ADF et MITAC et fournira une base solide pour se développer au Japon. Latesys KK fournit des services d'ingénierie, une expertise et des conseils à forte valeur ajoutée pour répondre aux défis de conception, fabrication et performance de produits industriels. Latesys KK prévoit d’augmenter son chiffre d’affaires à 10 millions d’euros d’ici 2020 en fournissant des solutions industrielles à haute valeur ajoutée aux grandes entreprises industrielles japonaises.

### Acquisition de RAM Robotics par G2Metric
G2Metric, filiale de Groupe ADF, a réalisé en janvier 2019 l’acquisition de RAM Robotics Ltd en Israël. Fondée en 1984, Ram Robotics est l’acteur de référence en Israël de la distribution d’appareils de métrologie et des services associés (installation, formation, étalonnage, etc.). Cette acquisition va permettre à G2Metric d’accélérer sa croissance en Israël sur les marchés de l’aérospatial de la défense, et des hautes technologies, en disposant d’un portefeuille produits de premier plan (Nikon, LK Metrology, FARO, etc.),.

### Latesys pour fournir les lignes d’assemblage des satellites OneWeb
Le 27 février 2019, Latesys, filiale de Groupe ADF, réalise les lignes d'assemblage des 900 satellites pour le projet OneWeb d'Airbus Défense dont l'objectif est de rendre disponible, à compter de 2020, une connexion internet haut débit partout dans le monde. Il s’agit de la première ligne de fabrication de satellites à l’échelle mondiale. Si jusqu’à peu la fabrication de satellites relevait du sur-mesure, aujourd’hui elle s’est industrialisée. Latesys a assemblé "plusieurs briques technologiques développées dans d'autres secteurs d'activité et a réalisé des transferts de technologies pour concevoir et réaliser ces lignes d'assemblage les plus ergonomiques et les plus automatisées possibles pour raccourcir les délais de production". De ce fait, cela a permis d'assembler les 900 satellites au rythme de 15 par semaine,,,,,

### ADF Japon a honoré sa première livraison à Mitsubishi
En avril 2019, Latesys KK, filiale de Groupe ADF au Japon, a honoré sa première livraison LYNX, un système de vision industrielle au service du contrôle qualité, développé et fabriqué par G2Metric. Dans le cadre du programme régional japonais MRJ 90, les ingénieurs de Mitsubishi Heavy Industries, désormais formés à la programmation et à l’utilisation du système, intégreront le LYNX dans la future ligne d’assemblage de l’aéronef.

### Visite du CNES dans le cadre du programme Ariane 6
Le 15 avril 2019 le CNES était en visite sur le site de fabrication et d’essais de La Feuillane situé à Fos-sur-Mer. Jean-Marc ASTORG, Directeur des Lanceurs et Jacques BERTRAND, Sous-Directeur Développement Sol ont pu constater l’avancée de la qualification technique des bras et caissons cryogéniques du programme Ariane 6. Leur soutien aux équipes du groupement Latesys, Air Liquide et Cegelec Projets Espace a été particulièrement apprécié par les équipes mobilisées sur le terrain pour la réussite de cette phase cruciale du projet.

### Flying Whales et Groupe ADF signent un partenariat exclusif au Bourget
Flying Whales, entreprise française développant un programme aéronautique ambitieux et unique au monde, le ballon dirigeable LCA60T, et Groupe ADF ont signé un partenariat industriel et financier exclusif au Salon du Bourget 2019. Ce partenariat porte sur la construction du système d’interface du dirigeable (l’Airdock) qui permettra les opérations de décollage, d’accostage, de maintien et de déplacement au sol de l’aéronef.
L’Airdock créé par Groupe ADF est une superstructure mobile de 30 mètres de hauteur, qui répond aux contraintes opérationnelles et permet d’une part de garantir le maintien en position du dirigeable pour son départ et son retour de vol et, d’autre part, d’assurer le mouvement de celui-ci entre son bâtiment de stockage et son aire de lancement. Lors de ces mouvements, l’Airdock mobile garantira l’intégrité de l’aéronef dans des phases où les sollicitations transitoires sur celui-ci peuvent être très importantes. Lors de ces phases, le système Airdock sera en outre en mesure de communiquer automatiquement avec son environnement (bâtiment, aéronef, pilote, moyens sols) et d’acquérir les conditions météorologiques du jour afin de garantir la sécurité des biens et des personnes lors de ces mouvements.

### Inauguration de la chaine d’assemblage à Marignane
Les équipes de Groupe ADF et de sa filiale Latesys ont inauguré jeudi 29 août 2019 à Marignane, la chaine d’assemblage réalisée et installée pour la fabrication du dernier-né H160 d’Airbus Helicopters. Cette ligne, première du genre et en véritable rupture dans l’assistance automatisée des modes opératoires de fabrication des hélicoptères, servira de référence à tous les acteurs, de par les briques technologiques mises en œuvre, son design, son ergonomie et son référencement HSE

### Livraison des pylônes ESR pour Ariane 6
Les équipes de Groupe ADF et de sa filiale Latesys ont livré à Kourou pour le compte d’ArianeGroup les pylônes ESR nécessaires à la qualification du corps central du futur lanceur Ariane 6, également utilisés lors des essais combinés de qualification des moyens au sol du CNES. Ces 3 maquettes de booster, hautes de 22 m, seront lestées pour répliquer la configuration finale du système. Groupe ADF a transféré la propriété de la ligne d'assemblage final d'Ariane6 à Kourou en novembre 2019.

### Partenariats
- ADF et le groupe Dassault Systèmes ont signé un accord de collaboration en février 2018[19].
- En 2017, le groupe remporte, par le biais de Latesys, un contrat avec le CNES pour le lanceur Ariane 6[20].

Groupe ADF a réalisé la maintenance industrielle de plusieurs sites d'Aerolia, une filiale d'EADS fournissant notamment les fuselages et pointes avant pour Airbus et Bombardier. Parmi ses autres références : Dassault Aviation, Sabena Technics, Intespace ou Snecma.

## Activité
Groupe ADF est fortement présent sur les secteurs industriels majeurs tels que : l'aéronautique, spatial et défense, le pétrole et chimie, l'énergie et utilité, l'industrie. La chaudronnerie est une activité historique de Groupe ADF, avec 5 ateliers spécialisés à Saint Nazaire, Gravelines, Lessines, Vénissieux, Fos-sur-Mer et deux bureaux d’études à Vitrolles et Gravelines.
Groupe ADF est présent dans 14 pays. En 2019, l'entreprise est composée de 4 000 salariés,.

## Recherche et développement (R&D)
Groupe ADF a investi 4,8 millions d'euros en 2017 en R&D notamment dans l'impression 3D, la réalité virtuelle et augmentée et la maintenance connectée.